# Gnathagnus
Gnathagnus is een voormalig geslacht van straalvinnige vissen uit de familie van sterrenkijkers (Uranoscopidae). Alle soorten uit het geslacht zijn geplaatst in andere geslachten.